# マリア 君たちが生まれた理由
『マリア 君たちが生まれた理由』（マリア きみたちがうまれたわけ）は、1997年12月11日にPlayStation用とセガサターン用としてアクセラから発売された日本のゲームソフト。

## 概要
企画立案に携わったディレクターの福田桐枝は、本作をストーリーを追っていけるテレビの連続ドラマのようなゲームとして「インタラクティブ･ドラマ」と呼称した。テレビドラマのようなゲームを特徴とするとおり、各話の終わりにエンディングを挿入し、ムービーは本数400、収録時間は1時間弱、容量340MBに達している。プレイヤーが読み疲れないようにするための配慮として、シナリオの中の文面は少しでも削り、効果音での表現や会話形式にしていた。
一方で本作はテキストアドベンチャーでもあるが、これはストーリーをユーザーに伝えるにはテキストで表現せざるを得ない部分があった他、全編ムービーにしたらCD5枚組および製作期間が膨大になるためテキストアドベンチャーとなった。また先発の『弟切草』や『かまいたちの夜』（いずれもチュンソフト）の成功を見て、本作を開発したブレイクの社長兼ディレクターの岡田昭が「動く『かまいたち』」にしようと考えたためでもある。
1999年には、同じくブレイクが開発した続編の『マリア2 受胎告知の謎』がPlayStation用としてアクセラより発売された。ただ、こちらは本作の2年後を描きつつも基本的には独立した物語となっており、世界観を共有しているだけの別作品とも言ってもいい作品となっている。

## ストーリー
降りかかる数々の困難を、別の人格に背負わせることで乗り越えていたマリアは、同時に記憶までも失うようになる。そんな自分に悲観した彼女は、コントロールが困難になっていた人格を、自らの死によって断とうとする。
11月17日、高校1年生の筒井マリアは突如自殺を図るも、慈愛堂病院に意識不明の状態で運ばれて一命を取り留める。11月20日、マリアは意識を取り戻し、彼女の担当医になった高野潤は、彼女をカウンセリングしていくうちに、彼女が多重人格であることを知る。
高野は彼女と関わることで、11年前に起こった、未解決である彼女の両親惨殺事件に巻き込まれていく。そして高野は彼女との関わりおよび事件を通して、彼女の中に存在する「君たち」の生まれた理由および事件の真相を知ることとなる。

## 登場人物
、を参考に記載。

### 主人公
筒井マリア（つつい まりあ）
声：菊池志穂
本作の主人公。紫桐学院高等部1年生。16歳。日本人（父）とフランス人（母）のハーフ。カトリック信者である。
11年前に強盗によって両親を目の前で殺され、多重人格者となった。両親の死後は、両親とは旧知の仲であるレヴィ神父が保護者となり、マリアは自宅で一人暮らしをしている。
陶器のかけらで自殺を図るも、慈愛堂病院へ運ばれ一命を取り留める。
なお住民票では「マリア」ではなく「まりあ」である。
モデルは吉野公佳。

### マリアに潜む人格
マリア以外の人格名の元ネタは『エジプト神話』の登場人物。
オシリス
冷静沈着な人格で時に皮肉めいた言葉を高野にかける。マリアを守ると発言しており、友好的な姿勢でいる。
イシス　
マリアの悲しみを引き受ける。オシリスとよく協力している。
セト
攻撃的な性格で太田を困らせた。マリア諸共殺そうと目論んでいる。今回の自殺を企んだ人格。
ホルス
一人称が「僕」で、冷静かつ狡猾な性格。薬が嫌いとの事。この人格が活動した後、マリアは酷く体力を消耗し、頭痛や発熱などを起こしやすい。
マリア
筒井まりあの狂気を司る裏人格。裏人格の名前はカタカナ表記である。エジプト神話名の人格は、すべてマリアがベースになっている。両親の復讐のためにいくつもの人格を作り、待ち続けていた。

### 慈愛堂病院関係者
高野潤（たかの じゅん）
声：磯部弘
本作の主人公。旧姓は吉田。慈愛堂病院外科で勤務する新米外科医。26歳。学生時代は精神医学の研究をしており、カウンセラーの資格もある。
11年前に失踪した父の歯のレントゲン写真をずっと持っている。その後母が過労死し、遠戚である高野一家に引き取られた。
幼少時に腎臓病を患うも、神田の治療により一命を取り留め、また神田が大学時に資金援助してくれたこともあり、尊敬に加え、育ての親の感を持っている。
のんびり屋で優しい性格。大のパソコン好きでマイケルソフト社のレインボウズ98を愛用。
レヴィ神父によると、『マリア2』では、医者の仕事はセミリタイア状態で、作曲に専念しているらしい。
本作のEDに使用されたBGMは、彼が作曲したという設定。
モデルは吉田栄作。
神田利一 （かんだ りいち）
声：大塚周夫
慈愛堂病院院長。65歳。11年前の院長選で桑原と院長の座を争って勝利し、院長に就任した。
幼少時に先天性臓器異常であった高野の治療をした。社会奉仕活動に熱心である。高野にとって恩人でもあり、親代わりの存在（ゲーム中でも、プライベートの時には高野の事を「ジュン」と呼んでいる）。
高野がマリアのカウンセリングをしたいと申し出た時も反対する桑原を説得し快諾している。
『マリア2』では、行方不明扱い。
桑原律夫（くわはら りつお）
声：矢田耕司
慈愛堂病院内科医長。58歳。
皮肉屋で気難しい性格で、院内で問題を起こすマリアについて事あるごとに施設送りにすべきだと発言しているが、癌発見のスペシャリストであり腕は確か。太田によると、11年前の院長選前は情熱家であったという。
本田太陽（ほんだ ひろし）
高野の学生時代からの友人。慈愛堂病院精神科に勤務する精神科医。26歳。
軽薄な所はあるが、多重人格に詳しく腕は確か。作中は彼に助言を求める事になる。
太田由美子（おおた ゆみこ）
声：加藤れな
慈愛堂病院外科病棟の看護婦で15年勤続のベテラン。36歳。
おしゃべりだが頼もしい。12年前に起こった医療ミス事件の重要な事柄を高野に告げる。マリアの担当看護婦。
医師
声：麻生智久
ゲームデモに登場する。マリアを診察する。

### ヒロイン関係者
筒井純一郎（つつい じゅんいちろう）
声：田中秀幸
マリアの父。カトリック教徒で中麻布法律事務所所属の弁護士。愛妻家であり、毎年バラの花束を欠かさずプレゼントしていた。
11年前に家に押し入った強盗により鈍器のようなもので頭を殴られ殺害される。享年37歳。
筒井ベルナ
マリアの母。フランス人。夫同様カトリック教徒で外交官。バラの花が好きであった。
11年前、夫と共に殺害される。享年35歳。
筒井雅子（つつい まさこ）
マリアの父方の祖母。エジプト考古学者であった。息子夫婦と暮らしていた。
息子夫婦逝去後はマリアと暮らし、育てている。マリアが16歳の誕生日を迎える前に亡くなる。マリアが大事にしているオルゴール内にある手紙を残す。
筒井清(つつい きよし)
マリアの父方の祖父。すでに病死していて物語には登場しない。
ニコライ・レヴィ (Nikorai Levy)
声：田中秀幸
希望の丘教会の神父。55歳。フランス出身で30年前に日本に帰化する。
マリアの両親とも交友があり、祖母を亡くした後の彼女の保護者でもある。事件に関しての情報を快く提供してくれる。なお、続編の『マリア2』でも登場している。
二階堂泰徳（にかいどう やすのり）
声：阪脩
中麻布警察署捜査一課の刑事。64歳。
11年前から担当している筒井夫妻惨殺事件を定年退職1か月前にして最後の追い込みをかけている。
絶対諦めない事から「スッポンのヤス」と呼ばれている。
モデルは坂上二郎。
渡辺由加（わたなべ ゆか）
紫桐学院高等部の美術教師でマリアの担任。28歳。マリアの情報を提供してくれる。
ロッカー内にあったある物を発見し、「マリアが悪魔払いをしているのではないか」と密かに心配していた。

### 主人公関係者
吉田洋二（よしだ ようじ）
声：麻生智久
高野の実父。11年前に突如失踪してしまう。その後、マリアの家の床下から死体で発見される。金のブレスレットをしている。
吉田信子
高野の実母。夫失踪後、高野を育てるが、過労により死亡。
深井真
ジャーナリスト。高野、本田と医学部での同期。医師に向いていないとの理由で医学部を自主退学する。
高野より筒井弁護士夫婦惨殺事件、慈愛堂病院での医療ミス事件の調査を依頼される。この前歴から高野は「変わり者」と言っている。
青沼佐知子
12年前に慈愛堂病院で発生した医療ミス事件の中心人物。
自宅で階段から転落、腹部を強打し慈愛堂病院に運ばれるも、出血多量により死亡した。享年31歳。当時妊娠中であったが、胎児も助からなかった。
青沼伸太郎
死亡した佐知子の夫。医療ミス事件当時は36歳。
妻が死亡したのは誤診及び診察ミスによるものとして、古い友人である筒井純一郎の弁護の下、慈愛堂病院を相手取り損害賠償請求をする。しかしその後筒井が強盗によって妻共々殺害され、筒井の同僚で後任弁護士の酒井に訴えを取り下げるよう丸め込まれ、病院との示談に応じた。

## 関連商品
- マリア 〜君たちが生まれた理由〜 オリジナルドラマCD Vol. 1
- マリア 〜君たちが生まれた理由〜 オリジナルドラマCD Vol. 2
1997年10月26日の第一話から12月28日の第十話までラジオ放送された連続ドラマ。マリアが手首を切って、病院に運ばれるまでが語られる。

### 登場人物
不破誠治
声：野島健児
マリアのことを好きだと突然現れた高校生。
ニコライ・レヴィ
声：田中秀幸
青沼伸太郎
声：遠藤武
二階堂泰徳
声：阪脩
筒井マリア
声：菊池志穂
青沼里奈
声：鈴木真仁
青沼佐知子の娘。ラジオでは生存している。
筒井雅子
声：遠藤晴

## 批判
- 専門医が「精神障害をゲームのテーマにするのは非常識」「多重人格に対して誤ったイメージが広がる」として批判をし、新聞等のメディアで取り上げられた。これに対してメーカーは「多重人格障害に関する医学的な説明を挿入するなど内容については最大限の配慮をした」と説明した。[11]。